# Duquesne (Missouri)
Duquesne és una població dels Estats Units a l'estat de Missouri. Segons el cens del 2000 tenia 1.640 habitants.

## Demografia
Segons el cens del 2000, Duquesne tenia 1.640 habitants, 672 habitatges, i 475 famílies. La densitat de població era de 336,8 habitants per km².
Dels 672 habitatges en un 27,4% hi vivien nens de menys de 18 anys, en un 56,7% hi vivien parelles casades, en un 10,1% dones solteres, i en un 29,3% no eren unitats familiars. En el 23,1% dels habitatges hi vivien persones soles el 8,2% de les quals corresponia a persones de 65 anys o més que vivien soles. El nombre mitjà de persones vivint en cada habitatge era de 2,4 i el nombre mitjà de persones que vivien en cada família era de 2,78.
Per edats la població es repartia de la següent manera: un 22,1% tenia menys de 18 anys, un 9,5% entre 18 i 24, un 28,3% entre 25 i 44, un 26% de 45 a 60 i un 14,1% 65 anys o més.
L'edat mediana era de 38 anys. Per cada 100 dones de 18 o més anys hi havia 91,5 homes.
La renda mediana per habitatge era de 37.188 $ i la renda mediana per família de 41.406 $. Els homes tenien una renda mediana de 30.551 $ mentre que les dones 22.650 $. La renda per capita de la població era de 16.815 $. Entorn del 5,9% de les famílies i el 7,7% de la població estaven per davall del llindar de pobresa.

## Poblacions més properes
El següent diagrama mostra les poblacions més properes.